# Bannay (Cher)
Bannay ist eine französische Gemeinde mit 841 Einwohnern (Stand: 1. Januar 2022) im Département Cher in der Region Centre-Val de Loire. Sie gehört zum Arrondissement  Bourges und zum Kanton  Sancerre.

## Lage
Bannay liegt etwa 52 Kilometer nordöstlich von Bourges an der Loire. Umgeben wird Bannay von den Nachbargemeinden Boulleret im Norden, Cosne-Cours-sur-Loire im Osten und Nordosten, Tracy-sur-Loire im Südosten, Saint-Satur im Süden, Sury-en-Vaux im Westen und Südwesten sowie Sainte-Gemme-en-Sancerrois im Westen und Nordwesten.

## Bevölkerungsentwicklung
| Jahr                      | 1962 | 1968 | 1975 | 1982 | 1990 | 1999 | 2006 | 2013 |
| Einwohner                 | 655  | 673  | 737  | 785  | 766  | 771  | 752  | 855  |
| Quelle: Cassini und INSEE |      |      |      |      |      |      |      |      |

## Sehenswürdigkeiten

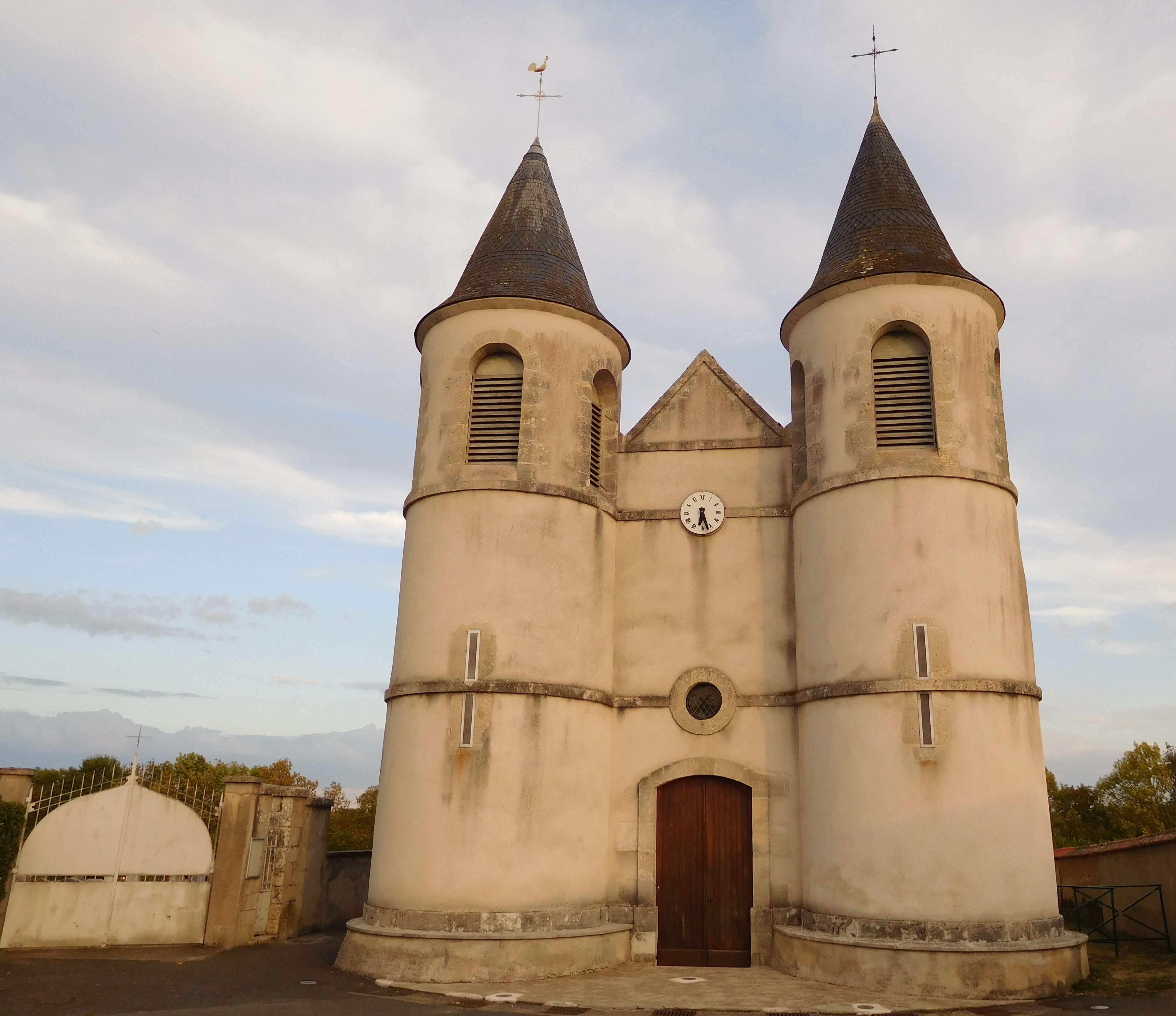
Kirche Saint-Julien

- Kirche Saint-Julien

## Persönlichkeit
- Émile Fouchard (1902–1996), Politiker und Résistant